# The Overtones
The Overtones是英國的一個五人樂隊，創建于2010年。他們的出道專輯Good Ol' Fashioned Love在發行時進入了英國專輯排行榜第16位。再發行后進入了英國專輯榜第四位。

## 外部連結
- Official website（页面存档备份，存于） （英文）
- The Toners Fan Website （英文）
- Tumblr Fan Page（页面存档备份，存于） （英文）
- Gambling Man Live with just Acoustic Guitar （英文）
- Interview with the Virgin Red Room（页面存档备份，存于） （英文）